# District de Clermont (Oise)
Pour les articles homonymes, voir District de Clermont.
4 janvier 1790 – 22 août 1795
(5 ans, 7 mois et 18 jours)
Entités précédentes :
- Généralité de Soissons
- Généralité d'Amiens

Entités suivantes :
- Arrondissement de Clermont

Le district de Clermont est une ancienne division territoriale française du département de l'Oise de 1790 à 1795.

## Localisation
| District de Breteuil | District de Breteuil | District de Noyon     |
| District de Beauvais | district de Clermont | District de Compiègne |
|                      | District de Senlis   |                       |

## Composition

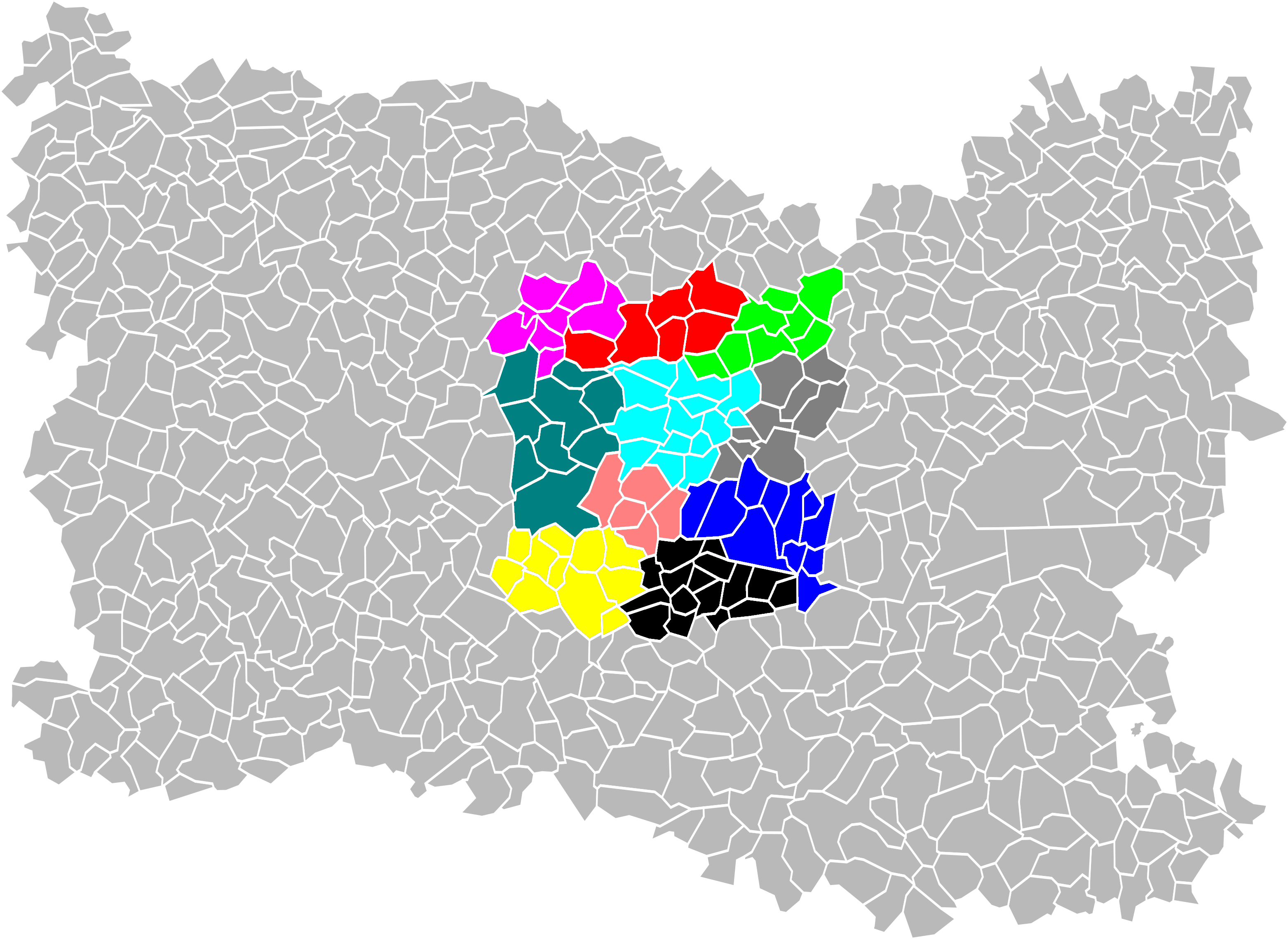
Répartition des cantons au sein du district :
Canton de Bulles
Canton de Clermont
Canton de Léglantiers
Canton de Liancourt
Canton de Lieuvillers
Canton de Mouy
Canton de La Neuville-Roy
Canton de Sacy-le-Grand
Canton de Saint-Just-en-Chaussée
Canton de Wavignies

Il était composé des cantons de Bulles, Clermont, Léglantiers, Liancourt, Lieuvillers, Mouy, La Neuville-Roy, Sacy-le-Grand, Saint-Just-en-Chaussée et Wavignies.

### Canton de Bulles
| Communes              | Population (en 1793) | Superficie (en km2) | Canton en 1801         |
| --------------------- | -------------------- | ------------------- | ---------------------- |
| Bulles                | 936                  | 16,70               | Clermont               |
| Essuiles,             | 790                  | 13,54               | Froissy                |
| Étouy                 | 747                  | 9,53                | Clermont               |
| Fournival             | 578                  | 11,53               | Saint-Just-en-Chaussée |
| Litz                  | 320                  | 9,76                | Clermont               |
| Le Mesnil-sur-Bulles, | 430                  | 6,26                | Saint-Just-en-Chaussée |
| La Neuville-en-Hez    | 632                  | 28,42               | Clermont               |
| Rémérangles           | 327                  | 8,20                | Clermont               |
| La Rue-Saint-Pierre,  | 557                  | 8,68                | Clermont               |
| Canton de Bulles      | 5 317                | 112,62              |                        |

### Canton de Clermont
| Communes           | Population (en 1793) | Superficie (en km2) | Canton en 1801 |
| ------------------ | -------------------- | ------------------- | -------------- |
| Agnetz,            | 1 616                | 12,94               | Clermont       |
| Breuil-le-Sec,     | 620                  | 8,89                | Clermont       |
| Breuil-le-Vert,    | 580                  | 7,37                | Clermont       |
| Clermont           | 2 042                | 5,81                | Clermont       |
| Fitz-James         | 364                  | 9,65                | Clermont       |
| Canton de Clermont | 5 222                | 44,66               |                |

### Canton de Léglantiers
| Communes              | Population (en 1793) | Superficie (en km2) | Canton en 1801         |
| --------------------- | -------------------- | ------------------- | ---------------------- |
| Angivillers,          | 360                  | 6,27                | Saint-Just-en-Chaussée |
| Léglantiers,          | 408                  | 7,78                | Saint-Just-en-Chaussée |
| Ménévillers           | 250                  | 4,88                | Maignelay              |
| Méry-la-Bataille,     | 1 053                | 11,26               | Maignelay              |
| Montgérain,           | 261                  | 4,91                | Maignelay              |
| Montiers              | 293                  | 7,89                | Saint-Just-en-Chaussée |
| Saint-Martin-aux-Bois | 358                  | 9,31                | Maignelay              |
| Wacquemoulin          | 233                  | 6,66                | Maignelay              |
| Canton de Léglantiers | 3 216                | 58,96               |                        |

### Canton de Liancourt
| Communes                   | Population (en 1793) | Superficie (en km2) | Canton en 1801  |
| -------------------------- | -------------------- | ------------------- | --------------- |
| Angicourt,                 | 270                  | 4,96                | Mouy            |
| Bailleval,                 | 280                  | 8,01                | Clermont        |
| Béthencourt-Saint-Nicolas, | 191                  | —                   | Clermont        |
| Brenouille                 | 218                  | 4,31                | Mouy            |
| Cauffry                    | 282                  | 4,74                | Mouy            |
| Cinqueux                   | 768                  | 6,79                | Mouy            |
| Labruyère,                 | 260                  | 2,41                | Bailleul-le-Soc |
| Laigneville,               | 506                  | 8,53                | Mouy            |
| Les Ageux,                 | 227                  | 5,00                | Bailleul-le-Soc |
| Liancourt                  | 1 074                | 4,75                | Clermont        |
| Mogneville,                | 208                  | 3,91                | Mouy            |
| Monceaux,                  | 257                  | 6,60                | Bailleul-le-Soc |
| Monchy-Saint-Éloi,         | 285                  | 3,88                | Mouy            |
| Rantigny,                  | 200                  | 4,16                | Clermont        |
| Rieux                      | 244                  | 2,33                | Mouy            |
| Rosoy                      | 241                  | 4,95                | Bailleul-le-Soc |
| Uny-Saint-Georges,         | 92                   | —                   | Clermont        |
| Verderonne,                | 253                  | 3,33                | Bailleul-le-Soc |
| Canton de Liancourt        | 5 856                | 78,66               |                 |

### Canton de Lieuvillers
| Communes                  | Population (en 1793) | Superficie (en km2) | Canton en 1801         |
| ------------------------- | -------------------- | ------------------- | ---------------------- |
| Airion                    | 136                  | 6,73                | Clermont               |
| Avrechy                   | 338                  | 12,39               | Saint-Just-en-Chaussée |
| Cuignières                | 351                  | 6,24                | Saint-Just-en-Chaussée |
| Erquery                   | 300                  | 5,91                | Bailleul-le-Soc        |
| Erquinvillers             | 135                  | 3,77                | Saint-Just-en-Chaussée |
| Lamécourt                 | 170                  | 3,44                | Saint-Just-en-Chaussée |
| Lieuvillers               | 457                  | 9,41                | Saint-Just-en-Chaussée |
| Noroy                     | 200                  | 5,45                | Bailleul-le-Soc        |
| Pronleroy,                | 475                  | 8,97                | Bailleul-le-Soc        |
| Rémécourt                 | 98                   | 2,78                | Bailleul-le-Soc        |
| Saint-Aubin-sous-Erquery, | 320                  | 6,26                | Bailleul-le-Soc        |
| Saint-Remy-en-l'Eau       | 404                  | 10,06               | Saint-Just-en-Chaussée |
| Trois-Estots,             | 60                   | —                   | Bailleul-le-Soc        |
| Valescourt                | 187                  | 6,87                | Saint-Just-en-Chaussée |
| Canton de Lieuvillers     | 3 631                | c. 88,28            |                        |

### Canton de Mouy
| Communes                | Population (en 1793) | Superficie (en km2) | Canton en 1801 |
| ----------------------- | -------------------- | ------------------- | -------------- |
| Angy,                   | 447                  | 3,60                | Mouy           |
| Ansacq,                 | 294                  | 8,40                | Mouy           |
| Auvillers,              | 85                   | —                   | Clermont       |
| Bury                    | 1 107                | 17,05               | Mouy           |
| Cambronne-lès-Clermont, | 800                  | 9,34                | Mouy           |
| Heilles                 | 600                  | 6,01                | Mouy           |
| Hondainville,           | 183                  | 6,00                | Mouy           |
| Mouy                    | 1 665                | 9,87                | Mouy           |
| Neuilly-sous-Clermont,  | 302                  | 7,74                | Clermont       |
| Rousseloy,              | 122                  | 3,90                | Mouy           |
| Saint-Félix             | 300                  | 5,13                | Mouy           |
| Thury-sous-Clermont,    | 270                  | 5,42                | Mouy           |
| Canton de Mouy          | 6 175                | 82,46               |                |

### Canton de La Neuville-Roy
| Communes                  | Population (en 1793) | Superficie (en km2) | Canton en 1801  |
| ------------------------- | -------------------- | ------------------- | --------------- |
| Bailleul-le-Soc,          | 728                  | 14,14               | Bailleul-le-Soc |
| Beaupuits,                | 94                   | —                   | Bailleul-le-Soc |
| Cernoy,                   | 131                  | 4,91                | Bailleul-le-Soc |
| Cressonsacq               | 388                  | 6,53                | Bailleul-le-Soc |
| Fouilleuse                | 108                  | 2,91                | Bailleul-le-Soc |
| Grandvillers-aux-Bois,    | 160                  | 6,63                | Bailleul-le-Soc |
| Maimbeville               | 358                  | 5,75                | Bailleul-le-Soc |
| Moyenneville              | 400                  | 7,19                | Bailleul-le-Soc |
| La Neuville-Roy,          | 657                  | 12,49               | Bailleul-le-Soc |
| Rouvillers,               | 319                  | 11,88               | Bailleul-le-Soc |
| Canton de La Neuville-Roy | 3 343                | c. 72,43            |                 |

### Canton de Sacy-le-Grand
| Communes                | Population (en 1793) | Superficie (en km2) | Canton en 1801  |
| ----------------------- | -------------------- | ------------------- | --------------- |
| Avrigny,                | 210                  | 6,01                | Bailleul-le-Soc |
| Bazicourt               | 186                  | 3,82                | Bailleul-le-Soc |
| Blincourt               | 104                  | 2,82                | Bailleul-le-Soc |
| Catenoy                 | 738                  | 12,61               | Bailleul-le-Soc |
| Choisy-la-Victoire,     | 198                  | 9,97                | Bailleul-le-Soc |
| Épineuse                | 207                  | 7,12                | Bailleul-le-Soc |
| Nointel                 | 680                  | 9,35                | Bailleul-le-Soc |
| Le Plessis-Longueau,    | 114                  | —                   | Bailleul-le-Soc |
| Sacy-le-Grand           | 544                  | 17,70               | Bailleul-le-Soc |
| Sacy-le-Petit           | 314                  | 7,45                | Bailleul-le-Soc |
| Saint-Martin-Longueau,  | 212                  | 3,62                | Bailleul-le-Soc |
| Sarron,                 | 183                  | 6,53                | Bailleul-le-Soc |
| Canton de Sacy-le-Grand | 3 690                | 87,00               |                 |

### Canton de Saint-Just-en-Chaussée
| Communes                         | Population (en 1793) | Superficie (en km2) | Canton en 1801         |
| -------------------------------- | -------------------- | ------------------- | ---------------------- |
| Montigny,                        | 1 013                | —                   | Maignelay              |
| Nourard-le-Franc,                | 405                  | 11,48               | Saint-Just-en-Chaussée |
| Plainval                         | 419                  | 9,19                | Saint-Just-en-Chaussée |
| Le Plessier-sur-Saint-Just,      | 444                  | 7,63                | Saint-Just-en-Chaussée |
| Ravenel                          | 1 017                | 11,61               | Saint-Just-en-Chaussée |
| Saint-Just-en-Chaussée,          | 802                  | 14,66               | Saint-Just-en-Chaussée |
| Canton de Saint-Just-en-Chaussée | 4 100                | c. 54,57            |                        |

### Canton de Wavignies
| Communes                | Population (en 1793) | Superficie (en km2) | Canton en 1801         |
| ----------------------- | -------------------- | ------------------- | ---------------------- |
| Bucamps,                | 343                  | 5,82                | Froissy                |
| Catillon,               | 512                  | 13,31               | Saint-Just-en-Chaussée |
| Fresneaux,              | 160                  | —                   | Froissy                |
| Fumechon,               | 180                  | —                   | Saint-Just-en-Chaussée |
| Montreuil-sur-Brêche    | 781                  | 10,53               | Froissy                |
| Le Plessier-sur-Bulles, | 277                  | 3,91                | Froissy                |
| Le Quesnel-Aubry,       | 415                  | 4,75                | Froissy                |
| Thieux                  | 480                  | 9,18                | Froissy                |
| Wavignies               | 1 060                | 9,81                | Froissy                |
| Canton de Wavignies     | 4 208                | 57,31               |                        |